# Oliveira de Fátima
Oliveira de Fátima är en kommun i Brasilien.   Den ligger i delstaten Tocantins, i den centrala delen av landet, 600 km norr om huvudstaden Brasília. Antalet invånare är 1 035.
Omgivningarna runt Oliveira de Fátima är huvudsakligen savann. Runt Oliveira de Fátima är det glesbefolkat, med 9 invånare per kvadratkilometer.